# Speocera laureata
Speocera laureata là một loài nhện trong họ Ochyroceratidae. Loài này phân bố ở Riukiu-eilanden.